# Night Visions Tour
«The Night Visions Tour» fue la gira de conciertos a nivel mundial de la banda de rock alternativo estadounidense, Imagine Dragons. Realizada como apoyo al lanzamiento de su álbum debut «Night Visions» (2012), la gira comenzó el 19 de octubre de 2012, con una duración inicial de dos años en América del Norte antes de salir a otras partes del mundo, incluyendo Europa y el Reino Unido en noviembre de 2012. La banda volvió a América del Norte en enero de 2013 para iniciar otra etapa de la gira, antes de regresar a Europa, en abril de 2013 para la segunda etapa de la gira. La tercera etapa de la gira por América del Norte tuvo lugar en mayo de 2013, antes de regresar a Europa a partir de junio a agosto, donde tocaron en famosos festivales de música tales como Rock am Ring and Rock im Park, Isle of Wight Festival, T in the Park, Pukkelpop, Lowlands Festival y Reading and Leeds Festival. La banda también se presentó en Dublín y Belfast durante esta etapa. Durante este tiempo, la banda también tocó en los famosos festivales como Lollapalooza en Chicago y Made in America Festival en Filadelfia en agosto de 2013.
La gira continuó en América del Norte, a lo largo de julio y octubre de 2013, antes de dirigirse a Nueva Zelanda y Australia en octubre de 2013 para un par de fechas. La gira comenzó su primer lleno total final europeo, el 29 de octubre de 2013 en París, Francia y terminó en Bournemouth, Inglaterra, el 13 de diciembre de 2013. Esta fue la última etapa del Night Visions: World Tour.
En febrero y marzo de 2014, Imagine Dragons tocó en el tramo final de las fechas en América del Norte las canciones de su álbum «Night Visions» al aire libre. Este tour fue llamado "Into the Night: The Final Chapter". La gira comenzó el 8 de febrero de 2014 en Boise, Idaho, y terminó el 15 de marzo de 2014 en Denver. Esta fue la última etapa de la gira antes de que la banda se tomará un descanso para escribir el segundo álbum de estudio. Después de los últimos conciertos de la gira, la banda tocó en espectáculos de América del Sur y algunos festivales en Europa.

## Actos de Apertura
- Nico Vega
- The Naked and Famous
- Senora Lanza

## Lista de canciones
La siguiente lista de temas es representativa de la serie del 14 de febrero de 2014. No es representativo de todos los conciertos de la gira.
1. "Fallen"
2. "Tiptoe"
3. "Hear Me"
4. "It's Time"
5. "Who We Are"
6. "Rocks"
7. "The River"
8. "Cha-Ching (Till We Grow Older)"
9. "Amsterdam"
10. "Tom Sawyer" (Rush cover)

- Encore
  1. "Nothing Left to Say"

## Fechas del Tour
| Fecha                    | Ciudad           | País           | Lugar                            |
| ------------------------ | ---------------- | -------------- | -------------------------------- |
| Imagine Dragons en Tour  |                  |                |                                  |
| América del Norte        |                  |                |                                  |
| 28 de octubre de 2009    | Los Ángeles      | Estados Unidos | The Viper Room                   |
| 21 de enero de 2010      | Las Vegas        | Estados Unidos | Hard Rock Live                   |
| 23 de enero de 2010      | Provo            | Estados Unidos | Velour Music Gallery             |
| 27 de marzo de 2010      | Las Vegas        | Estados Unidos | The Colosseum at Caesars Palace  |
| 20 de mayo de 2010       | Los Ángeles      | Estados Unidos | The Troubadour                   |
| 27 de mayo de 2010       | Henderson        | Estados Unidos | Green Valley Ranch               |
| 26 de junio de 2010      | Henderson        | Estados Unidos | Henderson Eventer Center         |
| 7 de julio de 2010       | Los Ángeles      | Estados Unidos | Club Moscow                      |
| 13 de julio de 2010      | Los Ángeles      | Estados Unidos | The Viper Room                   |
| 15 de julio de 2010      | San Francisco    | Estados Unidos | 330 Ritch                        |
| 30 de julio de 2010      | Las Vegas        | Estados Unidos | Hard Rock Live                   |
| 31 de julio de 2010      | Las Vegas        | Estados Unidos | Hard Rock Live                   |
| 7 de agosto de 2010      | Park City        | Estados Unidos | Main Street                      |
| 3 de septiembre de 2010  | Las Vegas        | Estados Unidos | Monte Carlo Resort and Casino    |
| 7 de septiembre de 2010  | Los Ángeles      | Estados Unidos | The Viper Room                   |
| 17 de septiembre de 2010 | Las Vegas        | Estados Unidos | Beauty Bar                       |
| 18 de septiembre de 2010 | Provo            | Estados Unidos | Velour Music Gallery             |
| 9 de octubre de 2010     | American Fork    | Estados Unidos | American Fork Amphitheater       |
| 18 de octubre de 2010    | Santa Bárbara    | Estados Unidos | UC Santa Barbara Events Center   |
| 19 de octubre de 2010    | Santa Bárbara    | Estados Unidos | Storke Plaza                     |
| 22 de octubre de 2010    | Las Vegas        | Estados Unidos | The Joint                        |
| 26 de octubre de 2010    | San Diego        | Estados Unidos | The Casbah                       |
| 27 de octubre de 2010    | Hermosa Beach    | Estados Unidos | The Shore                        |
| 13 de abril de 2012      | Philadelphia     | Estados Unidos | Johnny Brenda's                  |
| Night Visions Tour       |                  |                |                                  |
| Europa                   |                  |                |                                  |
| 12 de julio de 2013      | Kinross          | Escocia        | Balado Airfield                  |
| 14 de julio de 2013      | Joensuu          | Finland        | Joensuun Laulurinne              |
| 21 de julio de 2013      | Berna            | Suiza          | Wabern bei Bern Gurtenwiese      |
| Norte América            |                  |                |                                  |
| 24 de julio de 2013      | Boston           | Estados Unidos | Bank of America Pavilion         |
| 25 de julio de 2013      | Wantagh          | Estados Unidos | Nikon at Jones Beach Theater     |
| 27 de julio de 2013      | Nashville        | Estados Unidos | The Woods Amphitheater           |
| 29 de julio de 2013      | Toronto          | Canadá         | TD Echo Beach                    |
| 30 de julio de 2013      | Cleveland        | Estados Unidos | Jacobs Pavilion at Nautica       |
| 2 de agosto de 2013      | Chicago          | Estados Unidos | Grant Park                       |
| Europa                   |                  |                |                                  |
| 15 de agosto de 2013     | Hasselt          | Belgium        | Kiewit                           |
| 19 de agosto de 2013     | Belfast          | Irlanda        | Ulster Hall                      |
| 20 de agosto de 2013     | Dublín           | Irlanda        | Olympia Theatre                  |
| 22 de agosto de 2013     | Dublín           | Irlanda        | Olympia Theatre                  |
| 24 de agosto de 2013     | Reading          | Inglaterra     | Little John's Farm               |
| 25 de agosto de 2013     | Leeds            | Inglaterra     | Bramham Park                     |
| Norte América            |                  |                |                                  |
| 30 de agosto de 2013     | Atlantic City    | Estados Unidos | The Borgata                      |
| 31 de agosto de 2013     | Philadelphia     | Estados Unidos | Benjamin Franklin Parkway        |
| 8 de septiembre de 2013  | Sacramento       | Estados Unidos | Cesar E. Chavez Plaza            |
| 14 de septiembre de 2013 | Maryland Heights | Estados Unidos | Verizon Wireless Amphitheater    |
| 16 de septiembre de 2013 | Indianápolis     | Estados Unidos | Farm Bureau Insurance Lawn       |
| 17 de septiembre de 2013 | Rochester Hills  | Estados Unidos | Meadow Brook Hall                |
| 20 de septiembre de 2013 | Columbia         | Estados Unidos | Merriweather Post Pavilion       |
| 21 de septiembre de 2013 | Atlanta          | Estados Unidos | Piedmont Park                    |
| 23 de septiembre de 2013 | Orlando          | Estados Unidos | CFE Arena                        |
| 24 de septiembre de 2013 | Tampa            | Estados Unidos | USF Sun Dome                     |
| 26 de septiembre de 2013 | The Woodlands    | Estados Unidos | Cynthia Woods Mitchell Pavilion  |
| 27 de septiembre de 2013 | Dallas           | Estados Unidos | South Side Ballroom              |
| 28 de septiembre de 2013 | Dallas           | Estados Unidos | South Side Ballroom              |
| 30 de septiembre de 2013 | Saint Paul       | Estados Unidos | Roy Wilkins Auditorium           |
| 10 de octubre de 2013    | Ciudad de México | México         | Autódromo Hermanos Rodríguez     |
| 12 de octubre de 2013    | Monterrey        | México         | Auditorio Banamex                |
| Oceanía                  |                  |                |                                  |
| 15 de octubre de 2013    | Auckland         | Nueva Zelanda  | The Powerstation                 |
| 16 de octubre de 2013    | Melbourne        | Australia      | Palace Theatre                   |
| 18 de octubre de 2013    | Sídney           | Australia      | The Enmore                       |
| 19 de octubre de 2013    | Brisbane         | Australia      | The Hi-Fi                        |
| Norte América            |                  |                |                                  |
| 26 de octubre de 2013    | Las Vegas        | Estados Unidos | MGM Grand Garden Arena           |
| Europe                   |                  |                |                                  |
| 29 de octubre de 2013    | París            | France         | L'Olympia                        |
| 30 de octubre de 2013    | Caluire-et-Cuire | France         | Radiant-Bellevue                 |
| 31 de octubre de 2013    | Strasbourg       | France         | La Laiterie                      |
| 2 de noviembre de 2013   | Ámsterdam        | Netherlands    | Melkweg                          |
| 4 de noviembre de 2013   | Copenhague       | Denmark        | Falconer Salen                   |
| 5 de noviembre de 2013   | Stockholm        | Suecia         | Fryshuset                        |
| 7 de noviembre de 2013   | Oslo             | Noruega        | Sentrum Scene                    |
| 11 de noviembre de 2013  | Múnich           | Germany        | Kesselhaus München               |
| 12 de noviembre de 2013  | Cologne          | Germany        | E-Werk                           |
| 14 de noviembre de 2013  | Mánchester       | Inglaterra     | O2 Apollo                        |
| 15 de noviembre de 2013  | Glasgow          | Escocia        | O2 Academy Glasgow               |
| 16 de noviembre de 2013  | Leeds            | Inglaterra     | O2Academy Leeds                  |
| 18 de noviembre de 2013  | Newcastle        | Inglaterra     | O2 Academy Newcastle             |
| 19 de noviembre de 2013  | Swindon          | Inglaterra     | Oasis Leisure Centre             |
| 21 de noviembre de 2013  | Nottingham       | Inglaterra     | Rock City                        |
| 22 de noviembre de 2013  | Birmingham       | Inglaterra     | O 2 Academy Birmingham           |
| 25 de noviembre de 2013  | Londres          | Inglaterra     | Brixton Academy                  |
| 26 de noviembre de 2013  | Londres          | Inglaterra     | Brixton Academy                  |
| 27 de noviembre de 2013  | Londres          | Inglaterra     | Brixton Academy                  |
| 29 de diciembre de 2013  | Brussels         | Bélgica        | Koninklijk Circus                |
| 30 de noviembre de 2013  | Esch-sur-Alzette | Luxembourg     | Rockhal                          |
| 2 de diciembre de 2013   | Zúrich           | Suiza          | Maag Hall                        |
| 3 de diciembre de 2013   | Vienna           | Austria        | Bank of Austria Halle            |
| 4 de diciembre de 2013   | Padova           | Italia         | Gran Teatro Geox                 |
| 6 de diciembre de 2013   | Madrid           | España         | Palacio Vistalegre               |
| 7 de diciembre de 2013   | Barcelona        | España         | Palau Sant Jordi                 |
| 9 de diciembre de 2013   | Zúrich           | Suiza          | Maag Hall                        |
| 11 de diciembre de 2013  | Bremen           | Alemania       | Pier 2                           |
| 13 de diciembre de 2013  | Bournemouth      | Inglaterra     | Bournemouth International Centre |
| Into the Night Tour      |                  |                |                                  |
| Norte América            |                  |                |                                  |
| 8 de febrero de 2014     | Boise            | Estados Unidos | Taco Bell Arena                  |
| 10 de febrero de 2014    | Vancouver        | Canadá         | Rogers Arena                     |
| 11 de febrero de 2014    | Seattle          | Estados Unidos | KeyArena                         |
| 13 de febrero de 2014    | San Jose         | Estados Unidos | SAP Center                       |
| 14 de febrero de 2014    | Inglewood        | Estados Unidos | The Forum                        |
| 15 de febrero de 2014    | San Diego        | Estados Unidos | Valley View Casino Center        |
| 17 de febrero de 2014    | Phoenix          | Estados Unidos | US Airways Center                |
| 20 de febrero de 2014    | Austin           | Estados Unidos | Frank Erwin Center               |
| 21 de febrero de 2014    | Dallas           | Estados Unidos | American Airlines Center         |
| 22 de febrero de 2014    | Tulsa            | Estados Unidos | BOK Center                       |
| 24 de febrero de 2014    | Nashville        | Estados Unidos | Bridgestone Arena                |
| 26 de febrero de 2014    | Atlanta          | Estados Unidos | Philips Arena                    |
| 28 de febrero de 2014    | Norfolk          | Estados Unidos | Ted Constant Convocation Center  |
| 1 de marzo de 2014       | Uncasville       | Estados Unidos | Mohegan Sun Arena                |
| 3 de marzo de 2014       | Montreal         | Canadá         | Bell Centre                      |
| 4 de marzo de 2014       | Toronto          | Canadá         | Air Canada Centre                |
| 6 de marzo de 2014       | Worcester        | Estados Unidos | DCU Center                       |
| 7 de marzo de 2014       | Camden           | Estados Unidos | Susquehanna Bank Center          |
| 8 de marzo de 2014       | East Rutherford  | Estados Unidos | Izod Center                      |
| 12 de marzo de 2014      | Saint Paul       | Estados Unidos | Xcel Energy Center               |
| 13 de marzo de 2014      | Rosemont         | Estados Unidos | Allstate Arena                   |
| 15 de marzo de 2014      | Denver           | Estados Unidos | Pepsi Center                     |
| 24 de marzo de 2014      | Ciudad de México | México         | Auditorio Nacional               |
| 25 de marzo de 2014      | Ciudad de México | México         | Auditorio Nacional               |
| 26 de marzo de 2014      | Guadalajara      | México         | Auditorio Telmex                 |
| América del Sur          |                  |                |                                  |
| 29 de marzo de 2014      | Santiago         | Chile          | Parque O'Higgins                 |
| 1 de abril de 2014       | Buenos Aires     | Argentina      | Hipódromo de San Isidro          |
| 3 de abril de 2014       | Río de Janeiro   | Brasil         | Citibank Hall                    |
| 5 de abril de 2014       | São Paulo        | Brasil         | Autódromo José Carlos Pace       |
| Medio Este               |                  |                |                                  |
| 7 de julio de 2014       | Jounieh          | Lebanon        | Fouad Shehab Stadium             |
| Europa                   |                  |                |                                  |
| 13 de agosto de 2014     | Budapest         | Hungary        | Hajógyári Island                 |
| 14 de agosto de 2014     | Sankt Pölten     | Austria        | Green Park                       |
| 15 de agosto de 2014     | Biddinghuizen    | Netherlands    | Lowlands Festival                |
| 17 de agosto de 2014     | Hockenheim       | Alemania       | Hockenheimring                   |
| 19 de agosto de 2014     | Hamburg          | Alemania       | Hamburg Stadtpark                |
| 20 de agosto de 2014     | Berlín           | Alemania       | Spandau Citadel                  |
| 22 de agosto de 2014     | Belfast          | Irlanda        | Custom House Square              |
| 23 de agosto de 2014     | Reading          | Inglaterra     | Little John's Farm               |
| 24 de agosto de 2014     | Leeds            | Inglaterra     | Bramham Park                     |
| Norte América            |                  |                |                                  |
| 30 de agosto de 2014     | Los Ángeles      | Estados Unidos | Grand Park                       |

## Personal
- Dan Reynolds - voz principal, percusión, guitarra acústica
- Wayne Sermon - guitarra rítmica, coros, guitarra acústica, percusión
- Ben McKee - Bajo, coros, teclados, percusión
- Daniel Platzman - Batería, coros, guitarra acústica, cajón, viola, percusión